# Arikun
Arikun was een dialect van het Hoanya, een Paiwanische taal. Dit dialect werd, evenals andere Hoanya-dialecten, gesproken op vlaktes in het zuidwesten van het Aziatische land Taiwan door de Hoanya.
Aangezien het Hoanya een dode taal is, is het Arikun ook een dood dialect .